# Crinolidia simplex
Crinolidia simplex (лат.) — вид прыгающих насекомых из семейства цикадок (Cicadellidae) трибы Coelidiini. Единственный представитель рода Crinolidia.
Встречается в Южной Америке (Перу, Эквадор). Длина 8-9 мм (самки крупнее). Скутеллюм крупный, его длина примерно равна длине пронотума. Голова крупная (округлая спереди), уже пронотума; лоб широкий и короткий. Глаза и оцеллии относительно крупные; глаза вытянуто-яйцевидные. Клипеус длинный и широкий. Эдеагус асимметричный, длинный, узкий. Сходны по габитусу с Clypeolidia, отличаясь деталями строения гениталий. Род включают в состав подсемейства Coelidiinae.